# Congleton
Congleton är en stad och civil parish i grevskapet Cheshire i England. Staden ligger i distriktet Cheshire East vid floden Dane, cirka 17 kilometer nordost om Crewe och cirka 16 kilometer norr om Stoke-on-Trent. Tätorten (built-up area) hade 26 178 invånare vid folkräkningen år 2011. Congleton nämndes i Domedagsboken (Domesday Book) år 1086, och kallades då Cogeltone.